# Zezé Fonseca
Maria José Gonzáles (Rio de Janeiro, 5 de agosto de 1915 — 16 de agosto de 1962) foi uma atriz e cantora brasileira, que tornou conhecida sob o nome de Zezé Fonseca. 
É notável também por seu intenso caso romântico com o cantor Orlando Silva. Ela morreu aos 47 anos num incêndio em seu apartamento na capital fluminense no dia 16 de agosto de 1962.

## História
Estudou canto no Instituto de Música do Rio de Janeiro com Olinda Leite de Castro. Iniciou sua carreira se apresentando na "Hora da Arte" no Tijuca Tênis Clube, na capital fluminense. Em 1932, entrou para a Rádio Philips com auxílio de Paulo Bevilácqua e passou a se apresentar no programa Fox tarde demais. Produziu, por certo período, programas femininos na Rádio Cruzeiro do Sul.
Gravou seu primeiro disco na Columbia no ano seguinte, cantando a marcha Põe a chave embaixo (Assis Valente) e o samba Mulato cheio de bossa (Milton Musco e Sílvio Pinto). Depois de estrear como cantora, integrou a companhia teatral de Procópio Ferreira na peça Deus lhe pague, de Joracy Camargo.
Em 1936, contratada pela Victor, gravou as marchas Retalho de felicidade (José Maria de Abreu e Oduvaldo Cozzi) e São João há de sorrir (J. M. de Abreu e Francisco Mattoso). Nesse ano, abandonou o rádio, retornando em 1939, na Rádio Nacional.
Gravou seu último disco em 1940, na Victor, ao lado de Barbosa Júnior, interpretando a marcha Hino da alegria e o samba Foi você (Juraci Araújo e Gomes Filho). Foi nessa época que iniciou seu romance com Orlando Silva, que durou até 1943.
Esteve na Argentina em 1945, apresentando-se na Rádio El Mundo. No ano seguinte, foi para a Rádio Globo.
Conhecida como intérprete de radionovelas, foi uma das pioneiras e considerada a melhor radioatriz da Rádio Nacional.